# TT336

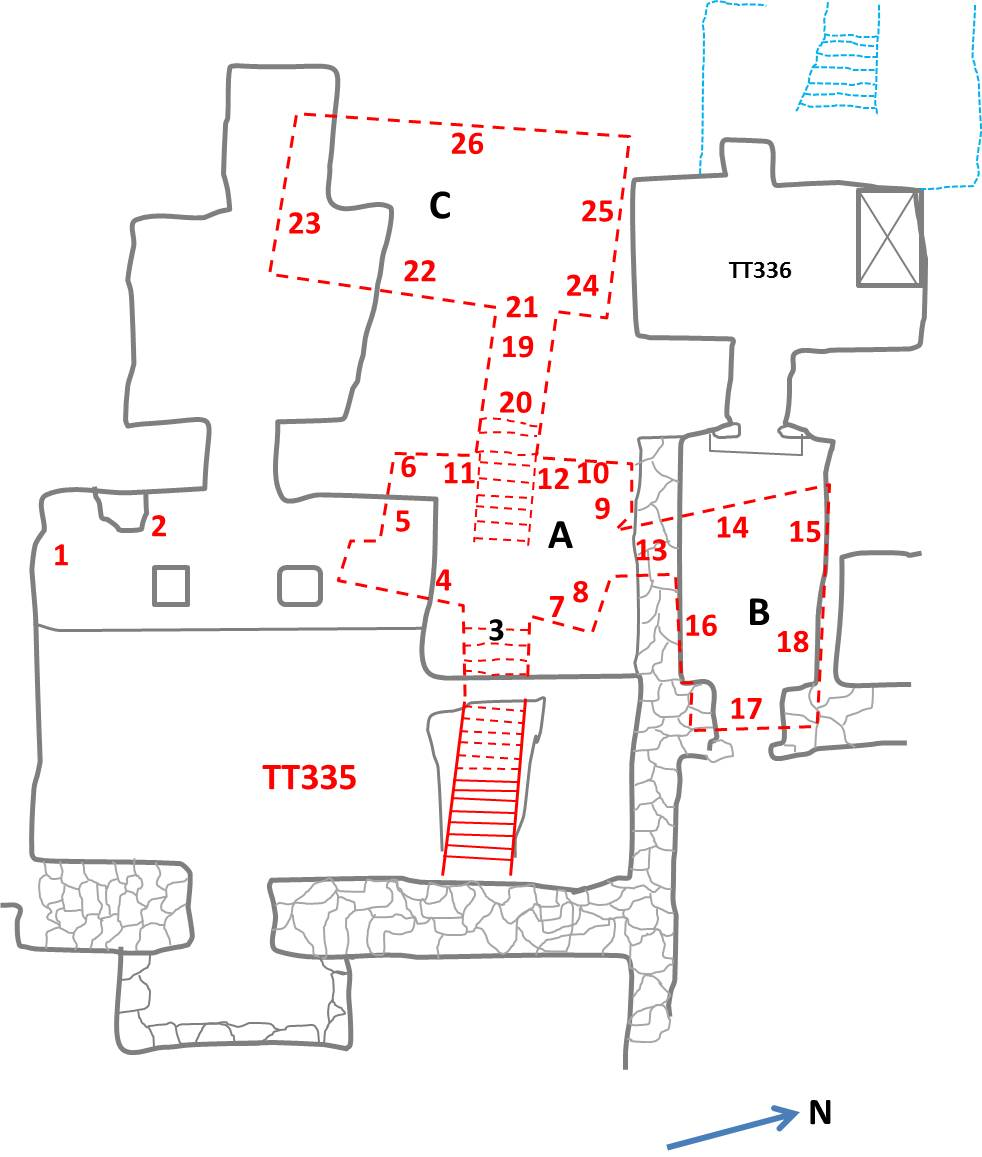
Le posizioni reciproche di TT336 e TT335

TT336 (Theban Tomb 336) è la sigla che identifica una delle Tombe dei Nobili ubicate nell'area della cosiddetta Necropoli Tebana, sulla sponda occidentale del Nilo dinanzi alla città di Luxor, in Egitto. Destinata a sepolture di nobili e funzionari connessi alle case regnanti, specie del Nuovo Regno, l'area venne sfruttata, come necropoli, fin dall'Antico Regno e, successivamente, sino al periodo Saitico (con la XXVI dinastia) e Tolemaico.

## Titolare
TT336 era la tomba di:
| Titolare    | Titolo                       | Necropoli      | Dinastia/Periodo                     | Note |
| ----------- | ---------------------------- | -------------- | ------------------------------------ | ---- |
| Neferronpet | Servo nel Luogo della Verità | Deir el-Medina | XIX dinastia (Ramses II - Merenptah) |      |

## Biografia
TT336 si trova a nord della TT335 appartenente a suo fratello Nakhtamun. In tale tomba, così come nella TT217 di un altro dei suoi fratelli, Ipuy,  viene menzionato il nome di Neferronpet. Studi recenti hanno consentito di proporre, come data di realizzazione della tomba, un periodo antecedente all'anno XXXV di regno di Ramses II; Piay, a sua volta scultore nel Luogo della Verità, fu suo padre mentre Neferetkhau, indicata come Signora della casa, fu sua madre; Henutmehyt e Sathy sue sorelle. Huynefert fu sua moglie.

## La tomba
TT336 prevedeva due cappelle, indicate come "del nord" e "del sud", il cui accesso si apriva in un cortile. La cappella del nord è costituita da un'unica sala rettangolare; la cappella del sud è costituita da una sala perpendicolare all'ingresso, da cui si accede a una sala trasversale, nell'angolo nord della quale si apre il pozzo di discesa all'appartamento funerario costituito da due locali ("A" e "B" azzurri in planimetria). All'interno della cappella a nord sono scarsamente leggibili e interpretabili (1-2 in planimetria) resti di scene. Un breve corridoio, sulle cui pareti (3) sono ancora visibili pochi frammenti di dipinti, mentre altri vennero rinvenuti nel cortile antistante, immette in una sala perpendicolare in cui nulla si è salvato; un secondo corridoio, sulle cui pareti (4) sono ancora intellegibili il nome e i titoli del defunto, immette in una sala rettangolare da cui, per il tramite di un pozzo verticale, si accede all'appartamento sotterraneo meglio conservato, nonostante i danni, sotto il profilo pittografico. Una scala adduce a un corridoio (5) sulle cui pareti sono riportati i titoli del defunto; questo immette nella sala "A", trasversale. Sulle pareti: resti di un banchetto (6); poco oltre, in tre registri sovrapposti (7), le braccia della dea Nut abbracciano il disco solare e un uomo, accompagnato dalla figlia, in offertorio a una coppia; scene di banchetto con il defunto e alcuni parenti; seguono i resti (8) del defunto e della moglie in presenza di Osiridee di una dea non identificabile. Su altra parete (9) scena di psicostasia con Maat, Thot rappresentato come babbuino e un mostro; seguono (10), su due registri, il dio Anubi che esegue riti sulla mummia in presenza di Iside e Nephtys e il defunto e la moglie inginocchiati in adorazione del disco solare. Poco oltre (11) Ptah e la dea Mertseger che allatta un bimbo. Un corridoio con il soffitto a volta (12) con resti di dipinto rappresentante la collina primordiale e dipinti parietali con uomo che discende la montagna e raggiunge la tomba, dà accesso alla sala "B"; sulle pareti: Ra con testa di ariete tra Iside, Nephtys e quattro stendardi (13); sul lato corto a sud (14), due Anubi rappresentati come sciacalli e, più sotto, una donna offre alla coppia e un uomo in offertorio. Su altra parete (15) un prete trasporta una cassa con Anubi-sciacallo sul coperchio e la mummia su un catafalco tra Nephtys e Iside rappresentata come avvoltoio; sul lato corto (16) Iside inginocchiata dinanzi a una palma e un uomo che adora due demoni, Sulla parete di fondo (17), in due scene, la moglie riceve libagioni da Anubi e il defunto presentato da Nut a Geb, rappresentato con testa di coccodrillo, a Osiride e alla dea dell'Occidente (Hathor). Sul soffitto, a volta, otto scene, di cui alcune distrutte: il disco solare come scarabeo, la dea Nut, il defunto che apre le porte della tomba, Hathor, come vacca sacra, sovrastata da Ra-Horakhti come falco, la barca di Ra sul Nun, l'oceano primordiale, e Ra-Horakhti come falco.
Bruyère rinvenne anche frammenti di sarcofago del defunto mentre altre suppellettili vennero rinvenute nella TT335 dove erano verosimilmente stati accatastati dai saccheggiatori.

### Annotazioni
1. ↑  La numerazione dei locali e delle pareti segue quella di Porter e Moss 1927, p. 400.
2. ↑  A oggi, il resoconto di Bernard Bruyère sulla scoperta, risalente al 1924-1925, è l'unica fonte relativa a TT336 esistente.
3. ↑  La prima numerazione delle tombe, dalla numero 1 alla 252, risale al 1913 con l'edizione del "Topographical Catalogue of the Private Tombs of Thebes" di Alan Gardiner e Arthur Weigall. Le tombe erano numerate in ordine di scoperta e non geografico; ugualmente in ordine cronologico di scoperta sono le tombe dalla 253 in poi.
4. ↑  I campi della Duat, ovvero l'aldilà egizio, si trovavano, secondo le credenze, proprio sulla riva occidentale del grande fiume.
5. ↑  Nella sua epoca di utilizzo, l'area era nota come "Quella di fronte al suo Signore" (con riferimento alla riva orientale, dove si trovavano le strutture dei Palazzi di residenza dei re e i templi dei principali dei) o, più semplicemente, "Occidente di Tebe".
6. ↑  le Tombe dei Nobili, benché raggruppate in un'unica area, sono di fatto distribuite su più necropoli distinte.
7. ↑  Le note, sovente di inquadramento topografico della tomba, sono tratte, fino alla TT252, dal "Topographical Catalogue" di Gardiner e Weigall, ed. 1913 e fanno perciò riferimento alla situazione dell'epoca.

### Fonti
1. ↑  Gardiner e Weigall 1913.
2. ↑  Donadoni 1999,  p. 115.
3. ↑  Porter e Moss 1927, p. 404.
4. ↑  (EN) La tomba TT335 di Nakhtamon:, su osirisnet.net. URL consultato l'11.11.2018.
5. ↑  Porter e Moss 1927,  p. 404, citando il rapporto di Bruyère, 1924-25, pp. 80-105.
6. ↑  Porter e Moss 1927,  pp. 404-405.